# Батыр (слон)
Баты́р (24 мая 1970 года, Алма-Ата — 26 августа 1993 года, Караганда) — индийский слон из Карагандинского зоопарка, способный к звуковой мимикрии.
Появился на свет в Алматинском зоопарке у диких слонов, рождённых в природе, — самки по кличке Пальма и самца по кличке Дубас.
По сообщениям сотрудников зоопарка и других свидетелей, Батыр (в переводе с казахского языка — богатырь) обладал способностью подражать звукам окружающего мира — речи людей, лаю собак и другим звукам. Эту особенность Батыра, по сообщениям СМИ, сотрудники зоопарка заметили зимой 1977 года и начали исследовать в 1979 году, после чего в центральной прессе появилось несколько научно-популярных статей и заметок о необычном явлении. Во время наблюдения за слоном были произведены аудиовизуальные записи.

## Звукоподражание
Отличительной особенностью Батыра, судя по сообщениям в СМИ, была способность к звукоподражанию. Описание такой способности в СМИ как способности к речи — а именно определение Батыра как «говорящего слона» — является некорректным: воспроизводимые животными ранее услышанные звуки не являются частью знаковой коммуникационной системы, то есть языка; следовательно, такой акт воспроизведения не является речью. Вместе с тем особенностью восприятия таких звуков человеком является сегментация звукового потока и последующая интерпретация фонетических элементов, способная вести к членению на «слова» бессмысленных речевых последовательностей и псевдопредложений.
Звукоподражание является редкостью среди млекопитающих, сообщения о подобных случаях среди слонов единичны и описаны в научной литературе, в частности, в журналах «Nature» и «Scientific American» (дублируется сообщение Nature).
Случай Батыра быстро оброс слухами и легендами, многие из которых имели источником сообщения сотрудников зоопарка, затем попали в публикации СМИ. В частности, сообщалось, что этот слон мог имитировать человеческую речь в ультразвуковом диапазоне частот (свыше 20 кГц), хотя известно, что верхний частотный предел слышимости слонов составляет не более 12 кГц и они не могут издавать звуки  выше 150 Гц.

## Смерть
Батыр умер в 1993 году в возрасте 23 лет.

## Публикации
- Дубров А. П. Говорящие животные. — М.: Парус, 2001. — 184 с. — ISBN 5-87969-086-5.
- Силаева О., Ильичев В., Дубров А. Говорящие птицы и говорящие звери. — 2005. — ISBN 5-94429-016-1.
- Итоги
- Парламентская газета
- Daily Telegraph newspaper, 9th April 1980
- Говорящие млекопитающие. Интернет-журнал В мире животных. Дата обращения: 27 сентября 2007. Архивировано из оригинала 18 октября 2006 года.
- Говорящий слон. Русская книга рекордов и достижений «Диво». Дата обращения: 27 сентября 2007.
- Кашницкий С. Животные говорят и ругаются // АиФ. — 25 мая 2005 г.. — № 21(1282).
- Харламова О. Какой слон не любит поговорить // АиФ Долгожитель. — 5 декабря 2002. — № 11(11).
- Егоров  А. Кто говорит? Слон! // Комсомольская правда. — 22.09.2006.
- Литвинова Д. Кошки и собаки заговорили? // Комсомольская правда. — 29.09.2005.

## Научно-практические мероприятия с упоминанием о феномене
- Научная конференция — С/Х Институт; г. Целиноград, СССР — Казахстан 1983—1989 гг.
- Международная научно-практическая конференция к юбилею Московского зоопарка; Россия 1984 г.
- Международная научно-практическая конференция к юбилею Алма-Атинского зоопарка; Казахстан 1987 г.
- Международная научно-практическая конференция; Таллин — Эстония 1989 г.
- Международная зоологическая конференция; Институт зоологии АН — Украина 1989 г.
- Международная научно-практическая конференция к 125-летию Ленинградского зоопарка; Санкт-Петербург 1990 г.